# 맥신 피크
맥신 피크(Maxine Pick, 1974년 7월 14일 ~ )는 잉글랜드의 배우이다. 드라마 《셰임리스》의 베로니카 역, 드라마 《디너 레이디스》의 트윙클 역과 BBC의 법정 드라마 《실크》의 왕실 고문 변호사 마사 코스텔 역으로 유명하다.

## 어린 시절
맥신은 브라이언 피크와 글리니스 피크의 둘째 딸로 태어났다. 아버지 브라이언은 트럭 운전사로 일하다가 전기공으로 일했고, 어머니 글리니스는 시간제 간병인으로 일했다. 맥신보다 9살 많은 언니인 리사는 경찰관이다. 맥신이 9살 때 부모님은 이혼했고, 15살 때까지 맥신은 어머니와 함께 살았다. 새 남자 친구와 살기 위해 어머니가 떠나자, 맥신은 할아버지와 살며 웨스트호턴 고등학교에서 GCSE(중등 교육 자격 검정 시험) 과정을 이수했고, 캐논 슬레이드 학교에서 A 레벨(상급 시험)을 준비했다. 할아버지는 맥신이 연기를 하도록 격려했다.
맥신은 13세 때 볼턴 옥타곤 청소년 극단에 가입했고, 맨체스터의 로열 익스체인지 청소년 극단에서도 잠시 활동했다. 나중에는 2년 동안 샐포드 대학교에 다녔다.
맥신은 연기를 시작하는 데 어려움을 겪었다. 잉글랜드 북서부의 모든 연극 교육원에서 거절당했고, 맨체스터기술전문대학 연극과와 길드홀음악연극학교에 들어가기까지 3년 동안 고생했다. 하지만 21살 때 로열연극아카데미에 입학할 수 있었다. 1996년 사우스 뱅크 쇼는 맥신이 로열연극아카데미에서 후원자를 찾는 내용의 다큐멘터리를 제작했고, 드디어 로열연극아카데미에서 인정받은 맥신은 패트리샤 로더미어 장학금을 받았다.